# Guy Mairesse
Paul Guy Mairesse (La Capelle, 10 agosto 1910 – Montlhéry, 24 aprile 1954) è stato un pilota automobilistico francese.
Ha partecipato a 3 Gran Premi di Formula 1 tra il 1950 e il 1951.
Ha perso la vita sul Circuito di Montlhéry durante le prove per la Coupe de Paris del 1954. È sepolto nel cimitero di La Capelle.

## Risultati in Formula 1
| 1950 | Scuderia       | Vettura |  |  |  |  |  |  |     |  | Punti | Pos. |
| ---- | -------------- | ------- |  |  |  |  |  |  | --- |  | ----- | ---- |
| 1950 | Pilota privato | T26C    |  |  |  |  |  |  | Rit |  | 0     |      |

| 1951 | Scuderia        | Vettura |    |  |  |    |  |  |  |  | Punti | Pos. |
| ---- | --------------- | ------- | -- |  |  | -- |  |  |  |  | ----- | ---- |
| 1951 | Ecurie Belgique | T26C    | NC |  |  | NC |  |  |  |  | 0     |      |

| Legenda | 1º posto     | 2º posto | 3º posto    | A punti         | Senza punti/Non class.  | Grassetto – Pole position Corsivo – Giro più veloce |
| Legenda | Squalificato | Ritirato | Non partito | Non qualificato | Solo prove/Terzo pilota | Grassetto – Pole position Corsivo – Giro più veloce |